# Фурнье, Жан-Луи
Жан-Луи Фурнье (фр. Jean-Louis Fournier; род. 1938) — французский писатель, автор юмористических книг и учебников.

## Биография
Родился 19 декабря 1938 года в семье доктора Поля Леандра Эмиля Фурнье (1911—1954) и его супруги, редактора Мари-Терез Франсуазы Камилль Делкур (1916—1998).
С 1971 по 1974 годы Жан-Луи работал на телевидении, будучи руководителем общественно-политической программы канала l’ORTF «Акцент», которую вёл Марк Жильбер. Вместе с Жилем Гаем он является создателем популярного анимационного сериала «Чернушка» (TF1), идущего на французском ТВ с 1977 года.
В литературе дебютировал в 1992 году с наполненного юмором учебника по грамматике. Многие произведения автора носят автобиографический характер. В 2008 году за роман «Куда мы идём, папа?», посвящённый его отношениям с двумя своими сыновьями-инвалидами, Фурнье получил престижную Prix Femina.